# 76 mm-es 1936 mintájú hadosztályágyú (F–22)
A 76 mm-es 1936 mintájú hadosztályágyú (F–22) (oroszul:76-мм дивизионная пушка образца 1936 года (Ф-22)) szovjet tüzérségi eszköz, melyet 1936-ban rendszeresítettek a Vörös Hadseregben. Az ágyút bevetették a szovjet-japán háborúban a Távol-Keleten, a téli háborúban és a második világháborúban is. A világháború alatt a Wehrmacht sok F–22-est zsákmányolt, majd modernizálásuk után eredeti tulajdonosaik ellen használta őket.

## Leírás
Az F–22 fél-univerzális löveg volt; hadosztály-lövegként és – bizonyos mértékig – légvédelmi lövegként is lehetett használni. Lövegtalpai szétterpeszthetőek, acélkerekeit gumiabronccsal látták el. Závárzata félautomata, függőlegesen mozgó, csúszó lövegzár; a hátrasikló mechanizmus egy hidraulikus fékből és egy hidropneumatikus helyretolóból állt. Az irányzékok és a lövegcső emelőkarjai a cső két oldalán találhatóak. A töltényűr a szabványos 1900-as mintájú lövedékekhez készült, így a löveghez használhatták a korábban kifejlesztett 76,2 mm-es hadosztály-lövegek lövedékeit is.

## Fejlesztés és sorozatgyártás

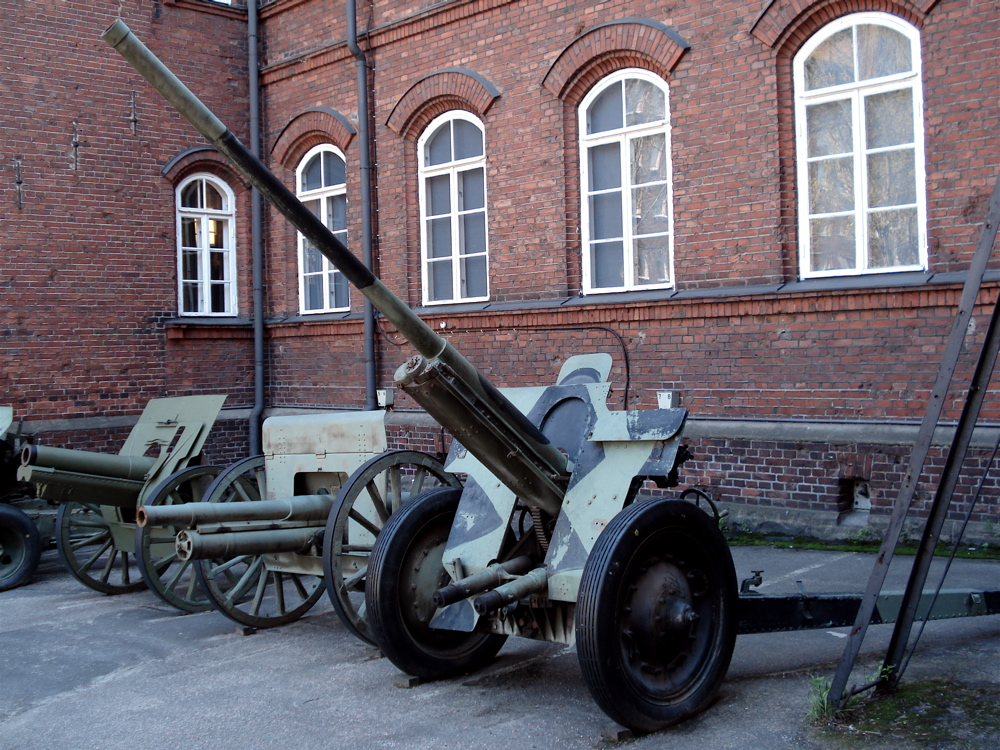
F–22 a Helsinki Finn Katonai Múzeum külső területén kiállítva.

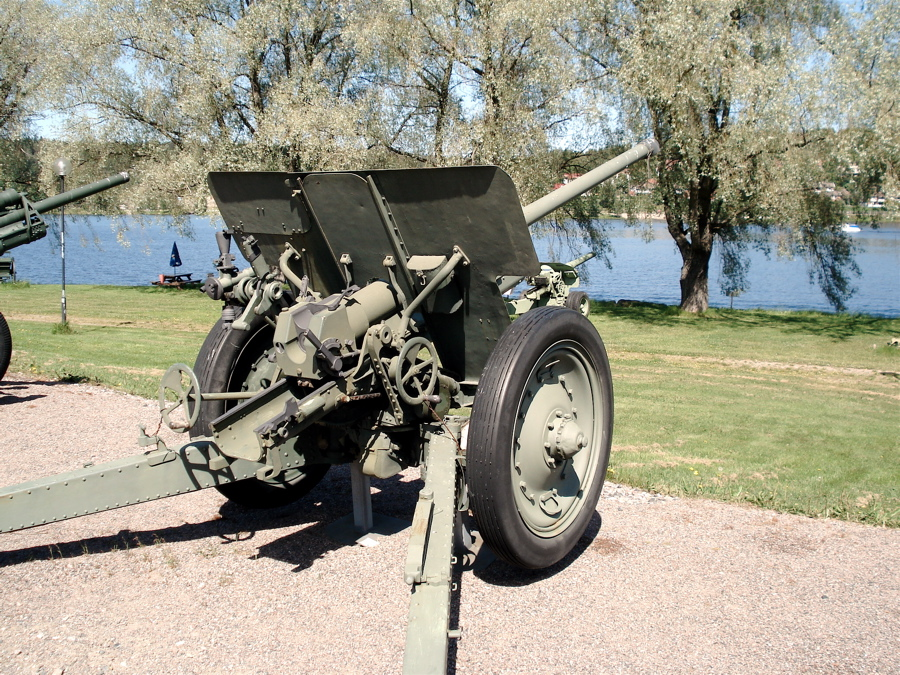
F–22 a finn Hämeenlinna tüzérségi múzeumban.

Az 1930-as évek elején a Vörös Hadsereg parancsnoksága fontolóra vette egy univerzális löveg kifejlesztését – egy olyan lövegét, amely használható tábori ágyúnak és légvédelmi lövegnek egyaránt. Mihail Nyikolajevics Tuhacsevszkij, aki a hadianyagügyi osztály vezetője volt 1931 és 1934 között, parancsba adta univerzális (360°-os oldalirányzással) és fél-univerzális lövegek fejlesztését.
Más tüzérségi eszközöket tervező irodák mellett a lövegeket a Krasznyij Putilovec üzem tervezőirodájában (L–1 és L–2 univerzális lövegek), a 8-as számú üzem  tervezőirodájában (25K, 31K és 32K fél-univerzális lövegek) és a GKB–38 irodában (A–52 univerzális és A–51 fél-univerzális lövegek) tervezték. A GKB–38-ast 1933-ban bezárták, Vaszilij Gavrilovics Grabin, az A–51-es löveget tervező csapat főtervezője, az új Novoje Szormovo (92-es számú) üzem tervezőirodájának vezetője lett. 1934-ben az A–51-est, melyet az F–20 jelöléssel láttak el, befejezték, de Grabin nem volt megelégedve az eredménnyel, így egy új lövegen, az F–22-n kezdett dolgozni.
1935 áprilisában három prototípus készült el az F–22-ből, ebből kettő szétterpeszthető lövegtalppal. Az összes prototípust ellátták csőszájfékkel, töltényűrjüket pedig meghosszabbították az új kísérleti lövedékekhez (súly 7,1 kg, csőtorkolati sebesség 710 m/s, maximális lőtávolság 14 060 méter). A gyári próbákat május 8-án kezdték; június 9-én a Moszkvához közeli Szofrinszki lőtérre szállították a prototípusokat. Június 14-én más tüzérségi eszközök mellett bemutatták a prototípusokat az ország vezetősége, köztük Sztálin előtt. Az F–22 jó benyomást keltett, majd csapatpróbára küldték, amely december 16-án fejeződött be. 1935 júliusában a gyárat 10 darab löveg legyártásával bízták meg. 1936 márciusában négy löveget átadtak a Vörös Hadseregnek tesztelésre, amely április 22-ig folytatódott. Néhány hiányosság ellenére 1936 május 11-én a löveget 76 mm-es 1936 mintájú hadosztályágyú (F–22) (oroszul:76-мм дивизионная пушка образца 1936 года (Ф–22)) jelöléssel hadrendbe állították. A végleges típusról hiányzott a csőszájfék (amely – a hadsereg szerint – túl sok port ver fel, felfedve ezzel a löveg pozícióját) és átkalibrálták az 1900-as mintájú lövedékek használatára.
Az F–22 ágyút két üzemben gyártották, a 92-es számúban és a Kirov üzemben. A gyártás lassan folyt a régebbi lövegekhez képest sokkal kifinomultabb konstrukció miatt, illetve a tervezési hibák kijavítása miatt. 1936-ban mindössze 10 darabot gyártottak, 1937-ben 417-et, 1938-ban 1002-t, 1939-ben 1503-at. Ezután a gyártást egy új löveg, a 76 mm-es 1939 mintájú hadosztályágyú (USZV) hadrendbe állítása miatt leállították.

## Szervezés és alkalmazás

### Vörös Hadsereg
Az 1939-es szervezési feljegyzések szerint minden lövész-hadosztály alá két tüzérségi ezredet osztottak – egy könnyű ezredet (egy 76 mm-es ágyúkból álló zászlóalj három üteggel, ütegenként négy löveggel; két vegyes zászlóalj, amely esetén egy 76-mm-es lövegekkel felszerelt ütegből és két 122 mm-es tarackokkal felszerelt ütegből állt) és egy tarack ezredet, összesen 20 darab 76 mm-es löveggel hadosztályonként. 1940 júniusában a 76 mm-es lövegekkel felszerelt zászlóaljakat leváltották, így mindössze 8 löveg maradt. 1942 márciusában egy harmadik vegyes zászlóaljat (egy 76 mm-es lövegekkel felszerelt és egy 122 mm-es tarackokkal felszerelt üteggel) hozzáadtak az előzőekhez, így a 76 mm-es lövegek száma 12 darabra nőtt.
A gépesített hadosztályok két vegyes zászlóaljjal rendelkeztek (egy 76-mm-es lövegekkel felszerelt üteg és két 122 mm-es tarackokkal felszerelt üteg), összesen 8 darab 76 mm-es löveggel. A lovashadosztályok 1941 augusztusáig szintén rendelkeztek 8 darab 76 mm-es löveggel, ezt követően a tüzérségi hadosztályt megszüntették.
Az F–22 lövegeket páncéltörő tüzérségi dandárok (24 darab) is használták, 1942-től a harckocsivadász dandárok 16 löveggel, a könnyű tüzérségi dandárok 60-72 löveggel rendelkeztek.
Az F–22 lövegeket az 1938-as haszan-tavi csata folyamán már bevetették. A fegyvereket a téli háborúban is alkalmazták. 1941 június 1-jén a Vörös Hadsereg 2844 darab F–22 löveggel rendelkezett. Sokat elveszítettek de néhány hadrendben maradt a világháború végéig. Például két tüzérségi ezred (40 darab löveggel) részt vett a kurszki csatában. Főleg tábori lövegként, néha páncéltörő lövegként használták, de soha nem vetették be repülőgépek ellen.

### Egyéb üzemeltetők

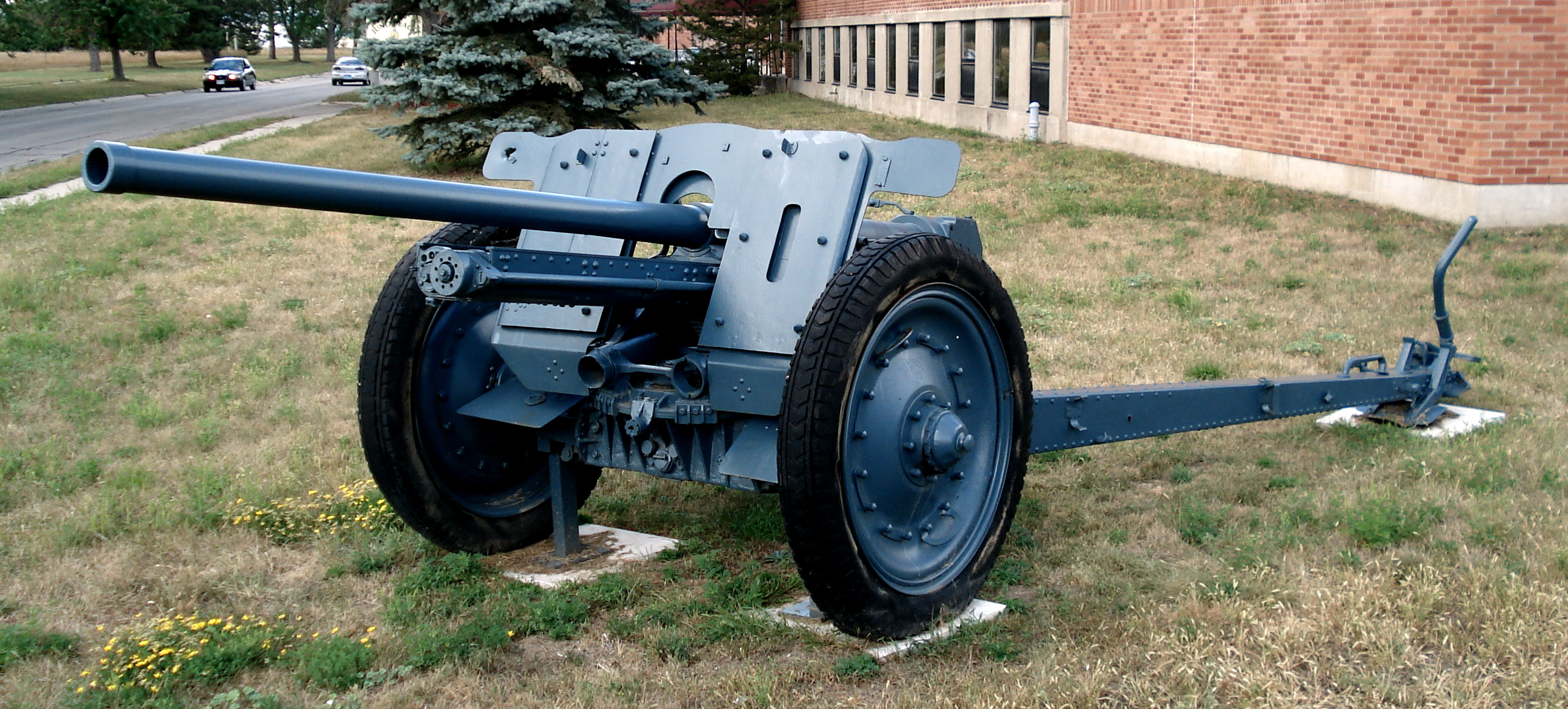
7,62 cm PaK 36(r) a Base Borden Military Museum-ban.

1941-42-ben a Wehrmacht százával zsákmányolt F–22 ágyúkat. Eredetileg tábori lövegként rendszeresítették 7,62 cm Feldkanone 296(r) jelöléssel. Az 1941-es év végén úgy döntöttek, hogy páncéltörő ágyút építenek a fegyverből, amely a 7,62 cm Panzerabwehrkanone 36(r) jelöléssel került a csapatokhoz. A módosítások között szerepelt az újrahuzagolás nagyobb lőszerre, a módosított hátrasikló rendszer, a kezelőkarok a lövegcső bal oldalára helyezése. A magassági irányzás lehetőségét korlátozták, a lövegek nagy részét ellátták csőszájfékkel. Új típusú lőszert gyártottak a löveghez. A PaK 36(r) 1942 tavaszán került a csatatérre. 560 darabot építettek át, néhányat közülük a Marder II és Marder III páncélvadászok felfegyverzésére használtak. Kilenc F–22 löveget eredeti kialakításukban Sd.Kfz. 6 féllánctalpas vontatókra helyeztek, jelölésük Sd.Kfz. 6 mit 7,62 cm Feldkanone 36(r) lett.
Romániában néhány zsákmányolt F–22 löveget T–60 könnyű harckocsik alvázára építettek, ezzel létrehozva a TACAM T–60 önjáró löveget. A típusból 30 darab készült.
A finn hadsereg 29 löveget zsákmányolt, majd további 47 darabot vásárolt Németországtól a második világháború alatt. A lövegeket 76 K 36 jelöléssel rendszeresítették. 1960-ig aktív szolgálatban voltak, az 1990-es évekik pedig raktárkészleten tárolták őket.

## Összegzés
Az ötlet, miszerint létrehoznak egy 76 mm-es hadosztályágyút légvédelmi képességekkel, zsákutcának számított a következő okok miatt:
- Egy légvédelmi lövegnek erős ballisztikára és 360°-os oldalirányzásra van szüksége, amely a löveget szükségtelenül méretessé és drágává teszi hadosztály-lövegként.
- A frontvonalbeli légvédelmi lövegek fő feladata a zuhanóbombázók és az alacsonyan repülő gépek elleni védelem, amely célra a kis űrméretű gépágyúk sokkal inkább alkalmasak, mint egy 76 mm-es löveg.

Az F–22 tervezéséből adódóan egy gyenge teljesítményű légvédelmi löveg és egy közepes méretű tábori löveg lett. Nem volt körbeforgatható, csőtorkolati sebessége alulmúlta még a régi 76 mm-es 1915/1928 mintájú légvédelmi löveget is, melynek sebessége 730 m/s volt. A závárzat automata mechanizmusa 60°-os magassági szögtartomány felett nem működött, így csökkent a tűzgyorsasága. Kezdeti vizsgálódás után a Vörös Hadsereg felhagyott az F–22 légvédelmi lövegként való alkalmazásával – a löveget soha nem látták el légvédelmi lövedékekkel és a feladatkörhöz szükséges irányzékokkal. Feljegyzések sincsenek arról, hogy a löveget légvédelmi célra alkalmazták volna. Hadosztály-lövegként, az F–22 szintúgy rendelkezett hátrányokkal. Igen nagy és nehéz volt, ami csökkentette mozgathatóságát. Páncéltörő fegyverként való alkalmazását nehezítette, hogy az irányzékokat és kezelőkarokat a lövegcső különböző oldalain helyezték el. Gyártása nehéz volt, maga a fegyver pedig megbízhatatlan. A 76 mm-es 1902/30 mintájú hadosztályágyúhoz képest lőtávolsága és páncélátütő-képessége jobb volt, de nem jelentősen.
Megjegyzendő, hogy a német leszármazottja, a 7,62 cm PaK 36(r) igen jól bevált páncéltörő eszköznek bizonyult.

## Lőszer
| Rendelkezésre álló lőszertípusok              |                   |            |                            |                            |               |
| Típus                                         | Modell            | Súly, kg   | Töltetsúly, g              | Csőtorkolati sebesség, m/s | Lőtávolság, m |
| Páncéltörő lövedékek                          |                   |            |                            |                            |               |
| APHE-T                                        | BR–350A           | 6,3        | 155                        | 690                        | 7000          |
| APHE-T                                        | BR–350B           | 6,5        | 119                        | 690                        | 7000          |
| AP-T                                          | BR–350BSP         | 6,5        | -                          | 690                        | 7000          |
| Köztes kaliber (1943 áprilisától)             | BR–354P           | 3,02       | -                          |                            | 500           |
| Kumultatív (1943 májusától)                   | BP–350A           | 5,28       | 623                        |                            |               |
| Nagy rombolóerejű és repesz-romboló lövedékek |                   |            |                            |                            |               |
| Robbanórepesz, acél                           | OF–350            | 6,2        | 710                        | 706                        | 13 630        |
| Repesz, acélos vas                            | O–350A            | 6,21       | 540                        | 706                        | 13 630        |
| Robbanórepesz                                 | OF–350V           | 6,2        |                            |                            |               |
| Robbanórepesz, kis mennyiségben               | OF–363            | 7,1        |                            | 710                        | 14 000        |
| Nagy rombolóerejű, acél, régi orosz           | F–354             | 6,41       | 785                        | 706                        | 13 200        |
| Nagy rombolóerejű, acél, régi orosz           | F–354M            | 6,1        | 815                        |                            |               |
| Nagy rombolóerejű, acél, régi francia         | F–354F            | 6,41       | 785                        |                            |               |
| Srapnel lövedékek                             |                   |            |                            |                            |               |
| Srapnel 22 sec/D csővel                       | Sh–354            | 6,5        | 85 (260 golyóval)          | 652                        | 6000          |
| Srapnel T–6 csővel                            | Sh–354T           | 6,66       | 85 (250 golyóval)          | 645                        | 9000          |
| Srapnel                                       | Sh–354G           | 6,58       | 85                         |                            |               |
| Srapnel                                       | Sh–361            | 6,61       | -                          | 692                        | 8600          |
| Kartács lövedékek                             |                   |            |                            |                            |               |
| Kartács lövedék                               | Sh–350            |            | 549 golyó                  |                            | 200           |
| Füst lövedékek                                |                   |            |                            |                            |               |
| Füst                                          | D–350             | 6,45       | 80 TNT + 505 sárga foszfor |                            |               |
| Füst, acélos vas                              | D–350S            | 6,45       | 66 TNT + 380 sárga foszfor |                            |               |
| Gyújtólövedékek                               |                   |            |                            |                            |               |
| Gyújtólövedék, acél                           | Z–350             | 6,24       | 240                        | 705                        | 9600          |
| Gyújtólövedék                                 | Z–354 (3890 terv) | 6,5 (6,66) | 240                        |                            |               |
| Gyújtólövedék                                 | Z–354             | 4,65       | 240                        |                            |               |
| Egyéb lövedékek                               |                   |            |                            |                            |               |
| Vegyi-repesz                                  | OH–350            | 6,25       |                            | 706                        | 13 630        |

| Páncélátütő táblázat                                                                                            |                             |                             |
| BR–350A páncéltörő lövedék                                                                                      |                             |                             |
| Távolság, m | 60°-os becsapódási szög, mm | 90°-os becsapódási szög, mm |
| 100 | 67                          | 82                          |
| 500 | 61                          | 75                          |
| 1000 | 55                          | 67                          |
| 1500 | 49                          | 60                          |
| Ezek az adatok szovjet páncélátütő mérések eredményei. Nem közvetlenül összehasonlíthatóak a nyugati adatokkal. |                             |                             |

## Fordítás
- Ez a szócikk részben vagy egészben  a(z)   76 mm divisional gun M1936 (F-22) című angol Wikipédia-szócikk ezen változatának fordításán alapul.  Az eredeti cikk szerkesztőit annak laptörténete sorolja fel. Ez a jelzés csupán a megfogalmazás eredetét és a szerzői jogokat jelzi, nem szolgál a cikkben szereplő információk forrásmegjelöléseként.